# Principal Anti Air Missile System
Cet article court présente un sujet plus développé dans : ASTER (missile).

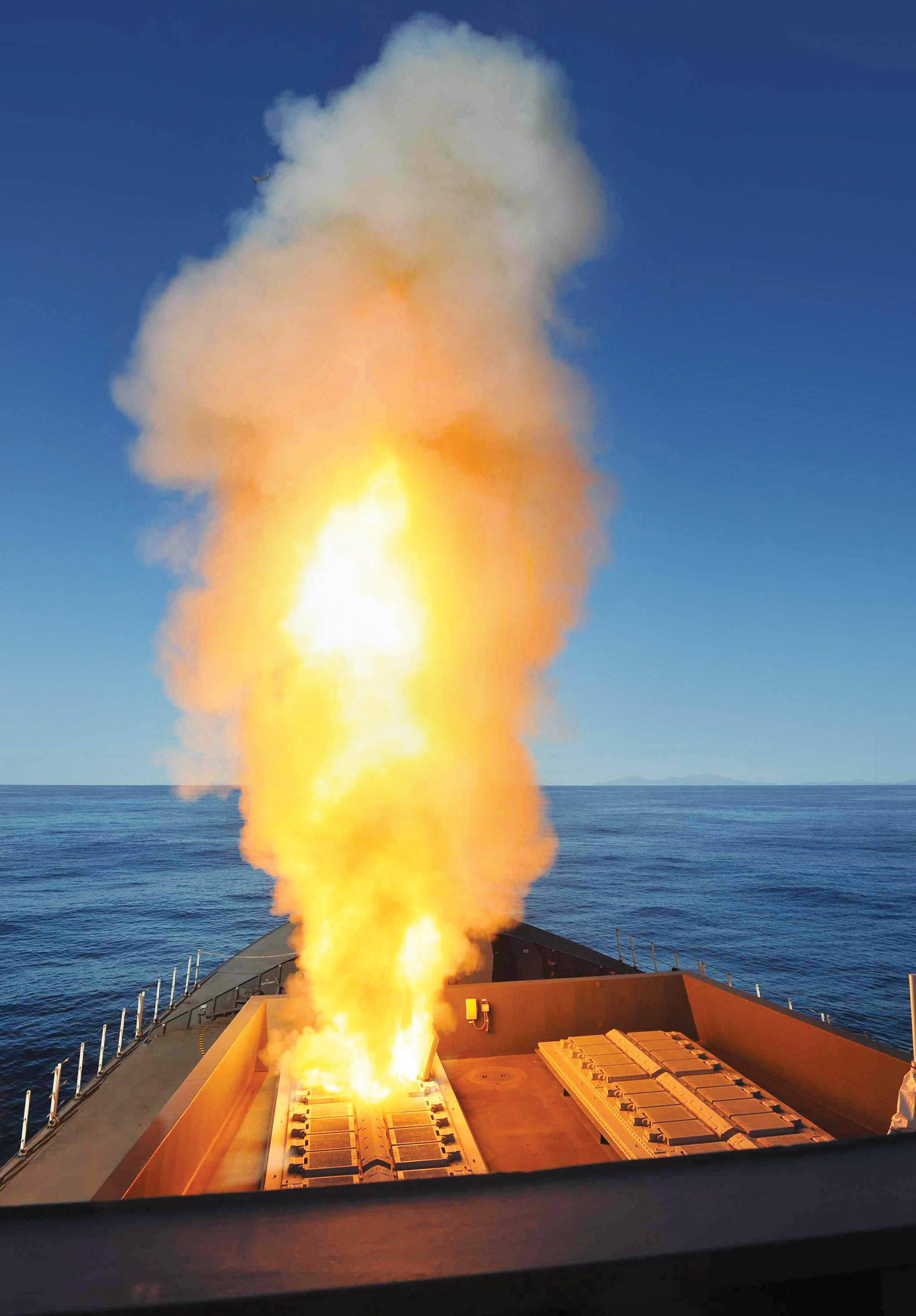
Tir de PAAMS sur le HMS Diamond.

Le Principal Anti Air Missile System (PAAMS) est un programme conjoint français, italien et britannique de défense antiaérienne navale employant le missile Aster.
La maîtrise d’œuvre est réalisée par Europaams, une coentreprise entre Eurosam (66 %) et UKAMS (33 %), une filiale de MBDA. 
Ce système d'armes équipe les destroyers Type 45 de la Royal Navy (il est alors désigné Sea Viper) et les frégates de classe Horizon de la marine française et de la marina militare.
Le coût du maintien en condition opérationnelle des deux systèmes en service en 2013 dans la marine française est de 7,54 millions d'euros.

## Systèmes similaires
- Système Aegis américain.